# 南大嶺駅
南大嶺駅（みなみおおみねえき）は、山口県美祢市大嶺町西分字祖父ヶ瀬にある、西日本旅客鉄道（JR西日本）美祢線の駅である。

## 歴史
- 1905年（明治38年）9月13日：山陽鉄道の厚狭駅 - 大嶺駅間開業時に、伊佐駅（いさえき）として設置[2]。
- 1906年（明治39年）12月1日：山陽鉄道の国有化により、官設鉄道の駅となる[2]。
- 1909年（明治42年）10月12日：線路名称制定[2]。大嶺線の所属となる[2]。
- 1916年（大正5年）9月15日：美祢軽便鉄道が当駅から重安駅まで開業[2]。国有鉄道との共同使用駅となる。
- 1920年（大正9年）6月1日：美祢軽便鉄道が国有化され美禰軽便線となり、国有鉄道単独駅に戻る[2]。
- 1922年（大正11年）9月2日：軽便線の呼称廃止に伴い美禰軽便線は美禰線に改称。
- 1924年（大正13年）3月23日：線路名称改定。それまでの大嶺線区間を含めた厚狭駅 - 当駅 - 正明市駅（現在の長門市駅）間と、当駅 - 大嶺駅間が美禰線（1963年より美祢線と表記）とされ、当駅もその所属となる。
- 1949年（昭和24年）1月1日：南大嶺駅に改称[1]。
- 1982年（昭和57年）10月1日：貨物取扱廃止[3]。
- 1984年（昭和59年）2月1日：荷物扱い廃止[4]。
- 1986年（昭和61年）11月1日：駅員無配置駅となる[5]。
- 1987年（昭和62年）4月1日：国鉄分割民営化により、西日本旅客鉄道に移管[6]。
- 1997年（平成9年）4月1日：大嶺支線（当駅 - 大嶺駅間）廃止[6][7]。
- 2010年（平成22年）7月15日：大雨による厚狭川氾濫で橋梁や路盤が流失。全線不通となり、営業休止。
- 2011年（平成23年）9月26日：全線開通により、営業再開。
- 2023年（令和5年）7月1日：大雨による厚狭川増水で橋梁や路盤が流出[8]。全線不通となり、営業休止。4日より代行バスが運行開始[9][10]。

## 駅構造

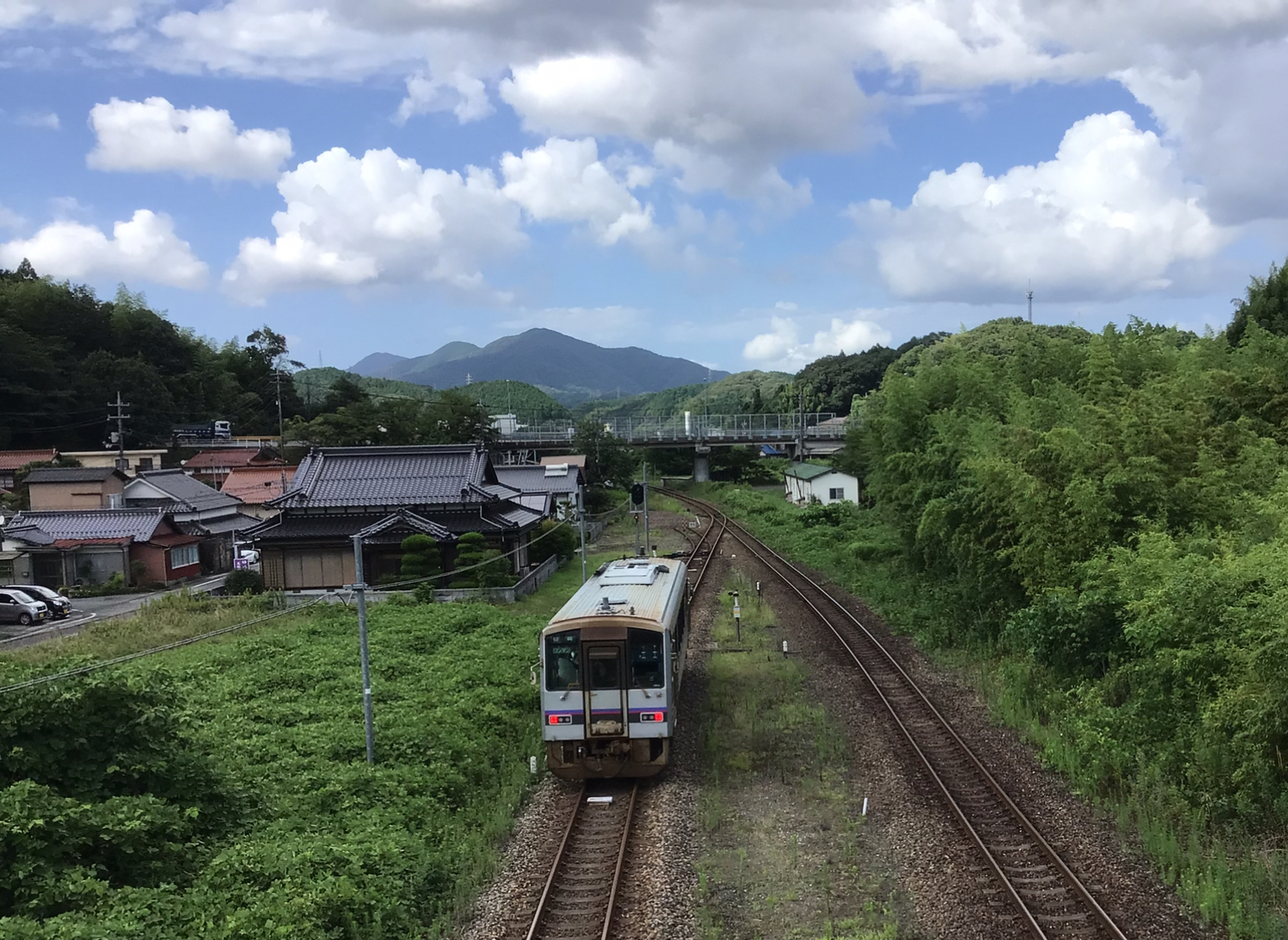
構内（2021年、厚狭方）

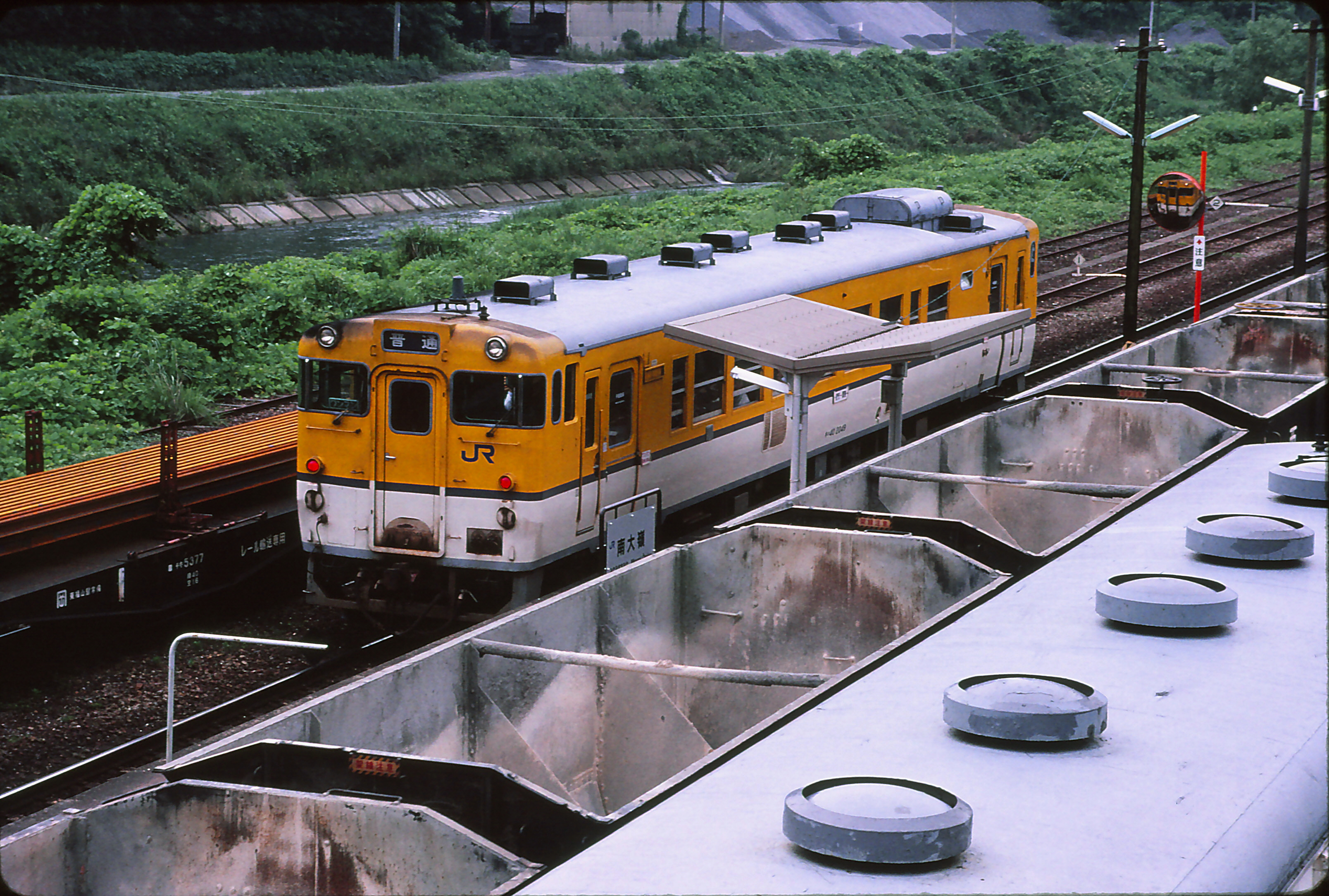
南大嶺駅に停車中の列車（1991年2月、手前側の車両は大嶺支線を運行する普通列車）

単式・島式2面2線のホームを持ち、交換設備を有する地上駅。長門鉄道部が管理している無人駅である。かつては簡易委託駅として駅手前の道路を挟んだ位置にある個人商店（小田酒店）で乗車券の販売を行っていたが、2012年（平成24年）3月31日をもって販売を終了した。駅舎は単式ホーム側にあり、互いのホームは跨線橋で連絡している。
かつては2面3線で、単式ホーム（1番線）が大嶺支線用、島式ホームの駅舎側（2番線）を下り用、反対側（3番線）を上り用としていたが、大嶺支線の廃止により1番線の線路が埋められて、単式ホームが2番線の線路に面した位置まで広げられた。そのため、1番線は欠番となり、2番線は両側のホームに挟まれた構造となった。現在は旧1番線側の単式ホームで2番線下り列車の乗降扱いを行い、島式ホームは3番線発着の上り列車専用となっている。

### のりば
| ホーム      | 路線    | 方向 | 行先             |
| ----------- | ------- | ---- | ---------------- |
| 駅舎側（2） | ■美祢線 | 下り | 美祢・長門市方面 |
| 反対側（3） | ■美祢線 | 上り | 厚狭行き         |

付記事項
- 大嶺支線廃止後、上記ののりば番号標はなくなっているが、信号反応灯の表記から、番線番号は残されている。
- 1番線ホームには、山陽鉄道によって当駅が建設された当時の停車場中心を示す礎石（マイル・チェーン表示）が残っていたが、上記の埋め立てによって現在は見ることができない。この礎石の示す中心位置は、現在の停車場中心と若干離れていた。

## 利用状況
1日の平均乗車人員は以下の通りである。
| 乗車人員推移 | 乗車人員推移 |
| 年度         | 1日平均人数  |
| ------------ | ------------ |
| 1999         | 14           |
| 2000         | 15           |
| 2001         | 14           |
| 2002         | 10           |
| 2003         | 10           |
| 2004         | 10           |
| 2005         | 12           |
| 2006         | 12           |
| 2007         | 15           |
| 2008         | 14           |
| 2009         | 11           |
| 2010         | 7            |
| 2011         | 5            |
| 2012         | 6            |
| 2013         | 11           |
| 2014         | 10           |
| 2015         | 13           |
| 2016         | 12           |
| 2017         | 11           |
| 2018         | 11           |
| 2019         | 10           |
| 2020         | 7            |
| 2021         | ７           |
| 2022         | 7            |

## 駅周辺
- 小田商店[13][14]
- 小田巻製麺所（旧・小田飲料商会）[13]
- 山口県道33号下関美祢線
- 厚狭川

## バス路線
- サンデン交通美祢線「南大嶺」停留所
  - 美祢駅方面、小月駅・下関駅方面

この停留所は、駅ロータリーではなく山口県道33号下関美祢線にある。

## 隣の駅
西日本旅客鉄道（JR西日本）
■美祢線
四郎ケ原駅 - 南大嶺駅 - 美祢駅

### かつて存在した路線
西日本旅客鉄道（JR西日本）
美祢線大嶺支線
南大嶺駅 - 大嶺駅